# Phorticella ochroptera
Phorticella ochroptera är en tvåvingeart som beskrevs av Chassagnard och Mcevey 1997. Phorticella ochroptera ingår i släktet Phorticella och familjen daggflugor. Inga underarter finns listade i Catalogue of Life.